# Кристенсен, Флемминг
Фле́мминг Кри́стенсен (дат. Flemming Christensen; род. 10 апреля 1958, Копенгаген) — датский футболист и футбольный тренер, игравший на позиции нападающего. Участник чемпионата мира 1986 года в составе национальной сборной Дании.

## Клубная карьера
Кристенсен начал свою футбольную карьеру в АБ Гладсаксе из Копенгагена. В 1979 году он дебютировал во втором дивизионе. В 1981 году нападающий перешёл в клуб высшего дивизиона «Люнгбю» и в конце сезона вместе с ним выиграл чемпионат Дании.
Летом 1982 года Кристенсен присоединился к французскому «Сент-Этьену». Там он отыграл сезон и в середине 1983 года вернулся в «Люнгбю». В том же году в составе клуба Флемминг стал чемпионом страны, а в 1984 и 1985 годах выиграл кубок Дании.
В 1986 году Кристенсен снова уехал за границу, став футболистом швейцарского клуба «Арау», где провёл 2 года своей карьеры. В 1988 году Флемминг снова начал играть за «Люнгбю». В 1990 году он выиграл с ним свой третий национальный кубок, а в 1992 году завоевал свой второй чемпионский титул. Всего в составе «Люнгбю» Кристенсен забил 124 гола и оставался лучшим бомбардиром Дании на профессиональном уровне до 2002 года. В 1992 году вернулся в АБ Гладсаксе, где и завершил свою карьеру в 1993 году.

## Карьера в сборной
В составе сборной Дании Кристенсен дебютировал 5 мая 1982 года в товарищеском матче против Швеции (1:1). В 1986 году тренер Зепп Пионтек включил его в состав сборной на чемпионат мира в Мексике. Однако нападающий провёл весь турнир на скамейке запасных, так и не появившись на поле. Всего в течение семи лет, проведённых в составе национальной сборной, он сыграл в 11 матчах, в которых забил 2 гола.

## Тренерская карьера
После завершения игровой карьеры Кристенсен начал тренерскую карьеру в 2000 году, проработав в течение девяти месяцев исполняющим обязанности главного тренера в клубе АБ Гладсаксе. В дальнейшем он работал главным тренером в клубах «Слагельсе БИ» в период 2003—2005 годов, «Нествед» в период 2005—2007 годов и снова в АБ Гладсаксе в 2007—2010 годах.
12 ноября 2011 года стало известно, что Флемминг будет тренировать фарерскую команду «Фуглафьёрдур». Клуб финишировал на втором месте в первый сезон Кристенсена в качестве тренера, и он был назван «Тренером года» на Фарерских островах в октябре 2012 года.
Датчанин решил покинуть Фарерские острова после сезона 2012 года, а в мае 2013 года стал новым тренером норвежского клуба «Вард Хёугесунн». В феврале 2016 года он был назначен тренером любительского клуба «Гресрёддерне».

## Статистика

### Матчи Кристенсена за сборную Дании
| Матчи Кристенсена за сборную Дании | Матчи Кристенсена за сборную Дании | Матчи Кристенсена за сборную Дании | Матчи Кристенсена за сборную Дании | Матчи Кристенсена за сборную Дании | Матчи Кристенсена за сборную Дании  |
| ---------------------------------- | ---------------------------------- | ---------------------------------- | ---------------------------------- | ---------------------------------- | ----------------------------------- |
| №                                  | Дата                               | Соперник                           | Счёт                               | Голы Кристенсена                   | Соревнование                        |
| 1                                  | 5 мая 1982                         | Швеция                             | 1:1                                | —                                  | Чемпионат Северной Европы 1981—1983 |
| 2                                  | 19 мая 1982                        | Австрия                            | 0:1                                | —                                  | Товарищеский матч                   |
| 3                                  | 27 мая 1982                        | Бельгия                            | 1:0                                | —                                  | Товарищеский матч                   |
| 4                                  | 15 июня 1982                       | Норвегия                           | 1:2                                | —                                  | Чемпионат Северной Европы 1981—1983 |
| 5                                  | 5 октября 1983                     | Польша                             | 0:1                                | —                                  | Олимпийские игры 1984 (отбор)       |
| 6                                  | 12 октября 1983                    | Люксембург                         | 6:0                                | —                                  | Чемпионат Европы 1984 (отбор)       |
| 7                                  | 12 сентября 1984                   | Австрия                            | 3:1                                | 1                                  | Товарищеский матч                   |
| 8                                  | 27 января 1985                     | Гондурас                           | 0:1                                | —                                  | Товарищеский матч                   |
| 9                                  | 26 марта 1986                      | Северная Ирландия                  | 1:1                                | 1                                  | Товарищеский матч                   |
| 10                                 | 9 апреля 1986                      | Болгария                           | 0:3                                | —                                  | Товарищеский матч                   |
| 11                                 | 23 августа 1989                    | Бельгия                            | 0:3                                | —                                  | Товарищеский матч                   |

Итого: 11 матчей / 2 гола; 3 победы, 2 ничьи, 6 поражений.

## Достижения

### Командные
Люнгбю
- Чемпионат Дании (2): 1983, 1991/1992
- Кубок Дании (3): 1983/1984, 1984/1985, 1989/1990

### Индивидуальные
- Лучший бомбардир чемпионата Дании: 1989